# Quelque chose d'organique
Pour plus de détails, voir Fiche technique et Distribution.
Quelque chose d'organique est un film dramatique français réalisé par Bertrand Bonello, sorti en 1998.

## Fiche technique
- Titre français : Quelque chose d'organique
- Réalisation : Bertrand Bonello
- Scénario : Bertrand Bonello
- Photographie : Josée Deshaies
- Pays d'origine :  France
- Genre : drame
- Durée : 90 minutes
- Date de sortie : 1998

## Distribution
- Romane Bohringer : Marguerite
- Laurent Lucas : Paul
- Charlotte Laurier : Sarah
- Gregory Hlady